# Антон Чупков
Антон Михајлович Чупков (рус. Антон Михайлович Чупков; Москва, 22. фебруар 1997) руски је пливач чија специјалност су трке прсним стилом на 100 и 200 метара. Вишеструки је национални првак и рекордер, двоструки светски првак и светски рекордер у трци на 200 прсно, освајач бронзане олимпијске медаље са ЛОИ 2016, „Заслужни мајстор спорта РФ”.

## Спортска каријера
Чупков је пливање почео да тренира као дечак на препоруку лекара, а његов први тренер је била Наталија Бикова. Пливањем је озбиљније почео да се бави када је напунио 11 година, почевши да тренира у екипи „Младост Москве” код тренера Александра Немтирјова, фокусиравши своје тренинге на трке на 100 и 200 метара прсним стилом.
За јуниорску пливачку репрезентацију Русије дебитовао је на Европском олимпијском фестивалу младих 2013. у холандском Утрехту где је освојио и прве медаље у каријери, злато на 200 и сребро на 100 метара прсним стилом. Годину дана касније имао је успешан деби на европском јуниорском првенству где је освојио укупно 5 медаља — по два злата и бронзе и једно сребро. У августу исте године на Олимпијским играма младих у кинеском Нанкингу осваја нових пет медаља, од чега две златне, поставивши и два нова светска рекорда у конкуренцији јуниора.
У априлу 2015. освојио је прву сениорску титулу првака Русије у трци на 200 метара у великим базенима. Два месеца касније, на првим Европским играма у Бакуу 2015, Чупков је освојио четири златне медаље и поставио два нова светска јуниорска рекорда (на тим Играма су наступали само јуниорски пливачи). Носио је заставу Русије на церемонији затварања Игара у Бакуу. Два месеца након Игара дебитовао је на сениорском светском првенству у великим базенима, које је те године одржано у руском Казању. Чупков, који је у Казању пливао у својој примарној дисциплини на 200 прсно, је успео да се пласира у финале у ком је са временом 2:09,96 минута заузео укупно седмо место. Одлично пливање са светског сениорског првенства наставио је на светском јуниорском првенству које је две недеље касније одржано у Сингапуру, а где је освојио чак 5 златних медаља, етаблирајући се као један од најбољих младих пливача на свету у том периоду. Био је то уједно и његов последњи наступ у јуниорској конкуренцији.
Успео је да се квалификује за наступ на ЛОИ 2016. у Рију где је пливао у две дисциплине. У својој примарној дисциплини на 200 прсно Чупков је испливао време од 2:07,70 које му је донело бронзану олимпијску медаљу. Као члан мушке штафете на 4×100 мешовито, за коју су још пливали Јевгениј Рилов, Александар Садовников и Владимир Морозов, освојио је четврто место у финалу.
У јесен 2016. постао је члан Оружаних снага Руске Федерације, када је и почео да тренира у пливачкој секцији московског ЦСКА.
До прве златне медаље у сениорској конкуренцији долази на светском првенству у Будимпешти 2017. пошто је у финалу трке на 200 прсно испливао нови рекорд светски првенстава 2:06,96 минута. Две године касније, у корејском Квангџуу са успехом је одбранио титулу светског првака на 200 прсно испливавши у финалу време новог светског рекорда од 2:06,12 минута.